# Jean Paul Jacob
Jean Paul Jacob foi um engenheiro eletrônico brasileiro, pesquisador e professor.
Recebeu seu diploma em engenharia eletrônica pelo Instituto Tecnológico de Aeronáutica (ITA), no Brasil, e seus graus de mestrado e doutorado em matemática e engenharias da Universidade da Califórnia em Berkeley, em 1966.
Depois de trabalhar na França, em laboratórios industriais e acadêmicos de pesquisa em Sistemas e Controle, foi, em seguida, para o Laboratório Nórdico da IBM, em Estocolmo. Em 1963 ele migrou para os Estados Unidos para o San José IBM Research Laboratory, na Califórnia, que agora é o Laboratório IBM Almaden Research. La ele estava envolvido no desenvolvimento de simulações de alto nível de um laboratório espacial para a NASA. Depois de receber seu PhD em Berkeley em 1966, ele retomou sua carreira acadêmica, quando ele voltou ao Brasil em 1969, onde trabalhou para a Universidade de São Paulo (USP), o Instituto Tecnológico de Aeronáutica (ITA) e da Universidade Federal do Rio de Janeiro (UFRJ), onde criou o Departamento de Sistemas. A maioria de suas publicações em revistas tecnicas foram matemáticos, com algumas em Teoria de Sistemas. Ele foi o co-autor de um livro sobre Teoria de Sistemas e Controle publicado no Japão.
Em 1980, voltou novamente para sua terra natal, Brasil para criar o primeiro Centro Científico IBM da América do Sul, precursor de um Laboratório de Pesquisas gora existente em SO e Rio. Também criou um Instituto de Engenharia de Software.
Por muitos anos ele foi um gerente de pesquisa da IBM no Centro de Pesquisa IBM Almaden, na Califórnia e, ao mesmo tempo, Visiting Scholar nas Universidades de Stanford e Berkeley, tendo tomado um ano sabático da IBM Research na Universidade de Stanford e duas vezes em Berkeley.
Ele se aposentou da IBM em outubro de 2002, mas foi convidado a retornar imediatamente como pesquisador emérito, posição que ainda mantém.
Jean Paul recebeu mais de 50 prêmios durante sua carreira, dois dos quais da UC Berkeley, em 1992 Prêmio Aluno Distinto em Ciência da Computação e Engenharia e em 2003 o Premio Research Leadership Award em Berkeley. Dr. Jacob foi eleito membro da IBM Academy of Technology, cuja adesão é composta pelos principais líderes técnicos de todo o mundo que estão trabalhando em pesquisa, desenvolvimento de hardware e software, fabricação, aplicativos e serviços. Ele também tem sido destaque em mais de 200 artigos publicados pela mídia escrita em 12 países, bem como destaque em pelo menos 30 programas de televisão sobre ciência e tecnologia, dois dos quais na CNN internacional.
Dr. Jacob foi fortemente envolvido na criação de CITRIS na Universidade da California (UC), como representante do primeiro membro fundador do CITRIS, ou seja, a IBM, em 2000. Desde então, ele organizou encontros tecnicos em diferentes áreas, incluindo áreas como  nanotecnologia, energia e serviços, entre UC Berkeley, CITRIS e IBM. Ele também foi um palestrante anual no orograma interdisciplinar em Berkeley, Management of Technology (MOT).
Ele também tem orgulho de ter trabalhado com e para muitos grupos de Diversidade na UC Berkeley, tanto como aluno quanto, mais tarde, como professor.